# جادا بينكيت سميث
جادا كورين بينكيت سميث (بالإنجليزية: Jada Koren Pinkett Smith)‏ (مواليد 18 سبتمبر 1971 –) هي ممثلة، وكاتبة أغاني أمريكية من أصول أفريقية. وهي زوجة الممثل الشهير ويل سميث. وابنها هو جيدن سميث، وابنتها هي ويلو سميث.

## روابط خارجية
- جادا بينكيت سميث على موقع IMDb (الإنجليزية)
- جادا بينكيت سميث على موقع ميتاكريتيك (الإنجليزية)
- جادا بينكيت سميث على موقع الموسوعة البريطانية (الإنجليزية)
- جادا بينكيت سميث على موقع روتن توميتوز (الإنجليزية)
- جادا بينكيت سميث على موقع قاعدة بيانات الأفلام العربية
- جادا بينكيت سميث على موقع ألو سيني (الفرنسية)
- جادا بينكيت سميث على موقع ميوزك برينز (الإنجليزية)
- جادا بينكيت سميث على موقع تيرنر كلاسيك موفيز (الإنجليزية)
- جادا بينكيت سميث على موقع أول موفي (الإنجليزية)
- جادا بينكيت سميث على موقع بوكس أوفيس موجو (الإنجليزية)